# Lucas Kåhed
Lucas Carl-Fredrik Kåhed (26 luglio 2002) è un calciatore svedese, centrocampista dell'IFK Göteborg.

## Carriera

### Club
Kåhed è cresciuto nel settore giovanile del Säffle SK, che ha lasciato nel 2018 per unirsi all'IFK Göteborg. Ha debuttato in prima squadra il 2 luglio 2023 nell'incontro di Allsvenskan pareggiato 0-0 contro l'Halmstad ed il 12 novembre seguente ha segnato il suo primo gol nella trasferta vinta 2-1 contro l'IFK Värnamo.

### Nazionale
Ha giocato nelle nazionali giovanili svedesi Under-15, Under-16 ed Under-17.

## Statistiche

### Presenze e reti nei club
Statistiche aggiornate al 16 agosto 2024.
| Stagione        | Squadra         | Campionato      | Campionato | Campionato | Coppe nazionali | Coppe nazionali | Coppe nazionali | Coppe continentali | Coppe continentali | Coppe continentali | Altre coppe | Altre coppe | Altre coppe | Totale | Totale | Totale |
| Stagione        | Squadra         | Comp            | Pres       | Reti       | Comp            | Pres            | Reti            | Comp               | Pres               | Reti               | Comp        | Pres        | Reti        | Pres   | Reti   |        |
| --------------- | --------------- | --------------- | ---------- | ---------- | --------------- | --------------- | --------------- | ------------------ | ------------------ | ------------------ | ----------- | ----------- | ----------- | ------ | ------ | ------ |
| 2023            | IFK Göteborg    | A               | 19         | 1          | CS              | 1               | 0               |                    | -                  | -                  |             | -           | -           | 19     | 1      |        |
| 2024            | IFK Göteborg    | A               | 9          | 0          | CS+CS           | 2+0             | 0               |                    | -                  | -                  |             | -           | -           | 9      | 0      |        |
| Totale carriera | Totale carriera | Totale carriera | 28         | 1          |                 | 3               | 0               |                    | -                  | -                  |             | -           | -           | 31     | 1      |        |